# 奨忠体育館
奨忠体育館（チャンチュンたいいくかん、韓国語: 장충체육관）は韓国ソウル特別市中区にある屋内体育施設。2007年までソウル市が管理していたが、その後は別の会社が運営している。大韓民国で 格闘技 ボクシング興行のメッカでありプロレスの試合会場としても利用されている

## 概要
陸軍が運動場として使用していた土地に金正秀設計・ベクテル施行によって1963年に完成。2007年までソウル市が管理していたが、その後は別の会社が運営していた。

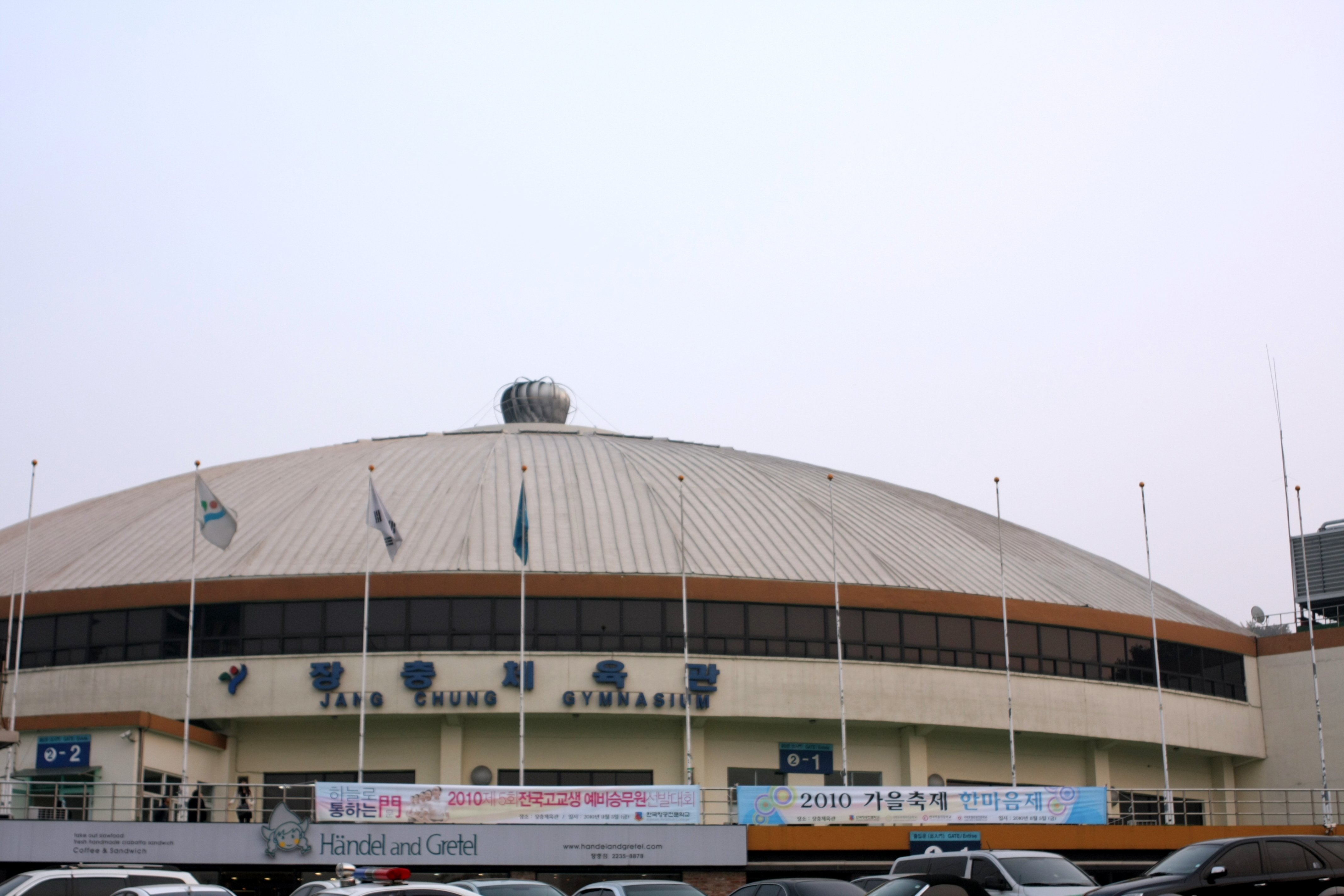
改装前の奨忠体育館

かつては大韓民国でのボクシング興行のメッカでもあり、数多くの世界タイトルマッチがこの体育館で開催されている。また維新体制下では統一主体国民会議の議場として使われたばかりか、朴正熙・崔圭夏・全斗煥がここで大統領就任式を挙行している。1988年ソウルオリンピックでは柔道とテコンドーが行われた。
プロレスの試合会場としても利用され、1968年には大木金太郎（金一）がバディ・オースチンを破ってアジアヘビー級王座を獲得した他、1975年には新日本プロレスの韓国遠征の試合会場ともなり、大木が保持していたインターナショナル・ヘビー級王座にアントニオ猪木が挑戦した試合が組まれたこともある。
2004年2月14－15日、大相撲韓国公演が行われた。韓国出身で初の関取となった春日王克昌の活躍を受け、「日韓共同未来プロジェクト」の名の下に開催されたもので、当初は2003年6月にソウル市松坡区の蚕室体育館で開催することが決定されたが、中国などでのSARS流行に伴う渡航自粛で延期となった（一部ではそれ以外の興行上の理由があったとも噂されている）。
2012年9月より大規模リニューアル工事に入り、約2年以上をかけて2015年1月に複合文化スポーツ施設として再オープンした。